# Megacraspedus
Megacraspedus é um gênero de traça pertencente à família Agonoxenidae.